# Neovulturnus vaecors
Neovulturnus vaecors är en insektsart som beskrevs av George Willis Kirkaldy 1907. Neovulturnus vaecors ingår i släktet Neovulturnus och familjen dvärgstritar. Inga underarter finns listade i Catalogue of Life.